# Merv Rettenmund
Merv Rettenmund (Flint, Michigan; 6 de junio de 1943 - San Diego, California; 7 de diciembre de 2024) fue un beisbolista y entrenador de béisbol estadounidense que jugó trece temporadas con cuatro equipos en la posición de outfielder y ganó tres veces la Serie Mundial, dos de ellas como jugador. Jugó en las Grandes Ligas de Béisbol como jardinero desde 1968 hasta 1980, sobre todo como miembro de la dinastía de los Baltimore Orioles que ganó tres campeonatos consecutivos de la Liga Americana de 1969 a 1971 y ganó la Serie Mundial en 1970. Rettenmund también ganó campeonatos mundiales como jugador de los Cincinnati Reds (1975) y como entrenador de los Oakland Atlhetics (1989).

## Carrera
A nivel universitario jugó béisbol y fútbol americano en la posición de running back y wide receiver, pero sufrió una lesión de tobillo en su último año de universitario en fútbol americano,  por lo que se concentró en el béisbol donde fue dos veces seleccionado en el All-Indiana Collegiate Conference, y en 1976 pasó a ser miembro del Ball State Athletics Hall of Fame.
Rettenmund fue seleccionado por los Dallas Cowboys en la 19° ronda (257° global) en el Draft de la NFL de 1965, pero al tener desconocimiento acerca de los Cowboys, decidió jugar béisbol a nivel profesional con los Baltimore Orioles de la MLB el 28 de noviembre de 1965. En ese año fue asignado al equipo Single-A de Stockton Ports para terminar el año. En 1966 jugó en la California League donde fue All-Star con un promedio de bateo de .307 con 21 cuadrangulares en 127 partidos.
En 1967 su promedio de bateo era de .286 antes de tener una separación de hombro al finalizar el verano. Después llegó a jugar en la Liga Venezolana de Béisbol Profesional con los Tiburones de La Guaira durante el invierno.
En 1968 ganó el premio al jugador del año de las ligas menores. Llegó al primer equipo de los Orioles en ese año y fue campeón de la American League en 1969 y 1971 además de ganar la Serie Mundial de 1970, donde conectó un cuadrangular en el Juego 5 ante los Cincinnati Reds, y también Ganó la División Este de la Liga Americana en 1973, Al año siguiente firma con los Cincinnati Reds con quien gana la Serie Mundial de 1975 y con los California Angels ganó la División Oeste de la Liga Americana en 1979.  
Entre los logros como jugador terminó en la posición 19 en 1971 por el premio al Jugador Más Valioso de la Liga Americana luego de terminar con un promedio de bateo de .318 (el tercer mejor promedio de la Liga Americana), con 11 cuadrangulares, 75 carreras impulsadas y 81 carreras anotadas.
Luego del cambio de Frank Robinson a Los Angeles Dodgers a inicios de diciembre de 1971, Rettenmund pasó a jugar en el jardín izquierdo de los Baltimore Orioles en 1972. En 1973 dejó de ser titular por las lesiones, por lo qus su puesto fue ocupado por Al Bumbry y Rich Coggins. Rettenmund, junto a Junior Kennedy y Bill Wood, fue enviado a los Cincinnati Reds por Ross Grimsley y Wally Williams el 4 de diciembre de 1973.
Tras tener buenas temporadas en 1970 y 1971 su producción bajó a finales de 1980. Su promedio de bateo en 1972 fue de .306 con 35 cuadrangulares y 165 RBI, pero entre 1972 y 1980 su promedio pasó a ser de .246 con 31 cuadrangulares y 164 RBI. Pasó a ser un eficiente bateador emergente con un promedio de .276 (66 en 239 turnos al bat) con 5 cuadrangulares y 39 RBI.
En 13 temporadas jugó en 1,023 partidos, su promedio de bateo de por vida fue de .271 con 66 cuadrangulares y 329 carreras impulsadas. Su promedio defensivo fue de .985 jugando en las tres posición como outfielder.
Luego de retirarse como beisbolista, Rettenmund pasó a ser coach de bateo en los Texas Rangers (1983–85), en los Oakland Athletics (1989–90), con el que ganó la Serie Mundial de 1989 y perdió la Serie Mundial de 1990, con los San Diego Padres (1991–99), los Atlanta Braves (2000–01) y los Detroit Tigers (2002).
Tras tres años alejado del béisbol, Rettenmund regresó como coach de bateo con los Padres en junio de 2006 como reemplazo de Dave Magadan, pero fue reemplazado en 31 de julio de 2007 por Wally Joyner.